# Bataille de Musa Qala
Guerre d'Afghanistan
La bataille de Musa Qala' est un affrontement entre forces de l'armée nationale afghane, de la FIAS et guérilla des talibans du 7 au 12 décembre 2007 dans la province d'Helmand. C'est la première bataille où les forces afghanes eurent le rôle principal.

## Contexte
La ville de Musa Qala, 20 000 habitants, fut occupée par les Britanniques à la mi-juin 2006 lors d'une tentative plus générale de renforcer le contrôle de la Coalition sur le centre du pays. Soumise à un siège difficile, la FIAS décida de céder le contrôle de la ville aux tribus locales en octobre 2006. En février 2007, les combattants talibans s'emparent de la ville en y lançant 300 (estimations de la FIAS) à 2 000 hommes (déclarations des talibans). L'armée afghane proposa plusieurs plans pour reprendre la ville mais ils furent repoussés pour éviter des pertes civiles. Des négociations s'ouvrirent en octobre avec des chefs de tribus pour diviser les forces talibanes.
En novembre, des unités de reconnaissance britanniques furent envoyées autour de la ville pour perturber les lignes de ravitaillement des insurgés.

## La bataille
Le 7 décembre, l'aviation américaine bombarde les positions talibanes et 600 soldats de la 82e division aéroportée appuyée par 19 hélicoptères arrivent au nord de la ville. Ils commencent à forcer les positions retranchées de la guérilla. Dans le même temps, Britanniques et Afghans attaquent par le sud, l'ouest et l'est. Des forces danoises et estoniennes sont aussi impliquées dans ces mouvements.
De violents combats ont lieu la journée du lendemain. Les Britanniques et les Afghans continuent leur progression alors que les talibans se replient derrière des positions défendues par des champs de mines. L'aviation américaine poursuit ses attaques. Le 9 décembre, les talibans sont repoussés dans la ville mais les soldats de la Coalition sont retardés par de nombreux engins piégés.
Face à la pression de la Coalition, les insurgés commencent à battre en retraite le 10 décembre vers le nord. Le 11, l'OTAN annonce la prise de la ville qui est confirmée le lendemain par les Britanniques.

## Pertes
Elles sont plus légères que prévu car le combat de rue dans Musa Qala n'a pas eu lieu. 11 soldats occidentaux ont été victimes des combats dont 2 morts (1 Américain et 1 Britannique) et 9 blessés (7 Américains et 2 Britanniques). Les pertes de l'armée afghane sont inconnues. Celles des talibans sont estimées à une centaine par la FIAS et plusieurs centaines par les Afghans.